# Brian O'Neill
Brian O'Neill, född 1 juni 1988, är en amerikansk professionell ishockeyspelare som från 24/25 är kontrakterad till Luleå HF, SHL.
Han har tidigare spelat för Manchester Monarchs i AHL, Yale Bulldogs (Yale University) i National Collegiate Athletic Association (NCAA) och Chicago Steel i United States Hockey League (USHL).NHL-organisationen New Jersey Devils och spelade för deras primära samarbetspartner Albany Devils i American Hockey League (AHL).
Han blev aldrig draftad av något lag i NHL.

## Statistik
| 2007–2008   | Chicago Steel       | USHL        | 60  | 23 | 38 | 61  | 40  | 7  | 3  | 2  | 5  | 10 |
| 2008–2009   | Yale Bulldogs       | NCAA        | 33  | 12 | 14 | 26  | 37  | —  | —  | —  | —  | —  |
| 2009–2010   | Yale Bulldogs       | NCAA        | 34  | 16 | 29 | 45  | 20  | —  | —  | —  | —  | —  |
| 2010–2011   | Yale Bulldogs       | NCAA        | 36  | 20 | 26 | 46  | 39  | —  | —  | —  | —  | —  |
| 2011–2012   | Yale Bulldogs       | NCAA        | 35  | 21 | 25 | 46  | 26  | —  | —  | —  | —  | —  |
|             | Manchester Monarchs | AHL         | 12  | 1  | 1  | 2   | 4   | 4  | 0  | 1  | 1  | 6  |
| 2012–2013   | Manchester Monarchs | AHL         | 49  | 3  | 12 | 15  | 18  | 4  | 1  | 0  | 1  | 2  |
| 2013–2014   | Manchester Monarchs | AHL         | 60  | 26 | 21 | 47  | 39  | —  | —  | —  | —  | —  |
| 2014–2015   | Manchester Monarchs | AHL         | 71  | 22 | 58 | 80  | 55  | 19 | 10 | 10 | 20 | 12 |
| AHL totalt  | AHL totalt          | AHL totalt  | 192 | 52 | 92 | 144 | 116 | 27 | 11 | 11 | 22 | 20 |
| NCAA totalt | NCAA totalt         | NCAA totalt | 138 | 69 | 94 | 163 | 122 | —  | —  | —  | —  | —  |
| USHL totalt | USHL totalt         | USHL totalt | 60  | 23 | 38 | 61  | 40  | 7  | 3  | 2  | 5  | 10 |